# マッド・シティ
『マッドシティ』（原題: Mad City）は、1997年のアメリカ合衆国の映画。事件報道の背景や確執を描くサスペンス映画。フィクションではあるものの、1993年に宗教団体ブランチ・ダビディアンが起こした事件などを背景としている。

## ストーリー
真面目な博物館の元警備員サムが経費削減する館長へ再就職交渉に散弾銃を携行した。あくまでも威嚇のつもりが元同僚警備員に誤って発砲したものが命中、サムは止むなく館内にいた子供たちを人質に籠城してしまう。トイレにいて事件に居合わせたTV報道記者マックスは、全国ネット放映網への再帰を狙いスクープ取材に係るが、事情を聴きサムに対する事実を広めようと世論の同情を引出すものの、事件収束へ向かうより面白半分の興味が優先した世論操作から高視聴率となる。事件を聞きつけた大マスコミにより更なる事実と違う虚構のニュース合戦が繰り広げられる。

## キャスト
| 役名                           | 俳優                          | 日本語吹替 | 日本語吹替   |
| 役名                           | 俳優                          | ソフト版   | フジテレビ版 |
| ------------------------------ | ----------------------------- | ---------- | ------------ |
| サム・ベイリー                 | ジョン・トラボルタ            | 牛山茂     | 江原正士     |
| マックス・ブラケット           | ダスティン・ホフマン          | 小川真司   | 小川真司     |
| ローリー・キャラハン           | ミア・カーシュナー            | 小林さやか | 井上喜久子   |
| ケヴィン・ホーランダー         | アラン・アルダ                | 有本欽隆   | 堀勝之祐     |
| ルー・ポッツ                   | ロバート・プロスキー          | 宝亀克寿   | 富田耕生     |
| バンクス博物館館長             | ブライス・ダナー              | 達依久子   | 高島雅羅     |
| ドーレン・モート（キャスター） | ウィリアム・アザートン        | 伊藤和晃   | 小島敏彦     |
| アルヴィン・レムキー警察署長   | テッド・レヴィン              | 手塚秀彰   | 玄田哲章     |
| ドビンズ（FBI特別捜査官）      | レイモンド・J・バリー         | 田原アルノ | 有本欽隆     |
| ジェニー（サムの妻）           | ルシンダ・ジェニー            | 沢海陽子   | 鈴鹿千春     |
| 医師                           | ジョン・ランディス            |            |              |
| ジェイ・レノ                   | 本人                          |            |              |
| クリフ・ウィリアムズ           | ビル・ナン （クレジットなし） | 諸角憲一   | 宝亀克寿     |
| ラリー・キング                 | 本人 （クレジットなし）       | 伊藤和晃   |              |

- フジテレビ版：初回放送2001年9月22日『ゴールデン洋画劇場』

## スタッフ
- 原案：トム・マシューズ、エリック・ウィリアムズ
- 美術：キャサリン・ハードウィック
- 衣装：デボラ・ナドゥールマン

### 日本語版制作スタッフ
| 役職           | ソフト版                                      | フジテレビ版            |
| プロデューサー | 東慎一 （ワーナー・ホーム・ビデオ）           | 山形淳二 （フジテレビ） |
| 演出           | 蕨南勝之                                      | 向山宏志                |
| 翻訳           | 税田春介                                      | 徐賀世子                |
| 録音           | 蝦名恭範                                      |                         |
| 調整           | 蝦名恭範                                      | 栗林秀年                |
| 効果           |                                               | 栗林秀年                |
| 制作           | ワーナー・ホーム・ビデオ ACクリエイト株式会社 | ムービーテレビジョン    |
| -------------- | --------------------------------------------- | ----------------------- |